# Чезура (Пескара)
Чезура (итал. Cesura) је насеље у Италији у округу Пескара, региону Абруцо.
Према процени из 2011. у насељу је живело 72 становника. Насеље се налази на надморској висини од 210 м.